# Charley Johnson
Charles „Charley” Frithiof Johnson (ur. 31 stycznia 1887 w Göteborgu, zm. 17 września 1967 w Los Angeles) – amerykański zapaśnik szwedzkiego pochodzenia walczący w stylu wolnym. Brązowy medalista olimpijski z Antwerpii 1920, w wadze średniej.
Mistrz Amateur Athletic Union w 1909, 1910, 1913, 1917 i 1921 roku.

## Letnie Igrzyska Olimpijskie 1920
| Konkurencja      | Rundy eliminacyjne    | Rundy eliminacyjne   | Rundy eliminacyjne       | Rundy eliminacyjne         | Rundy eliminacyjne   | Klas. końcowa |
| Konkurencja      | 1/32                  | 1/16                 | Ćwierćfinał              | Półfinał                   | O 3. miejsce         | Miejsce       |
| ---------------- | --------------------- | -------------------- | ------------------------ | -------------------------- | -------------------- | ------------- |
| 75 kg styl wolny | Enok Lopponen (CAN) Z | Kumar Navale (IND) Z | Gudmund Grimstad (NOR) Z | Eino Aukusti Leino (FIN) P | Angus Frantz (USA) Z | 3.            |